# Kracimir, Vidin
Kracimir (în bulgară Крачимир) este un sat în comuna Belogradcik, regiunea Vidin,  Bulgaria. 

## Demografie
Componența etnică a satului Kracimir
     Bulgari (100%)
     Nicio identificare (0%)
     Altele (0%)
La recensământul din 2011, populația satului Kracimir era de 24 locuitori. Din punct de vedere etnic, toți locuitorii erau bulgari.